# Yuan Liying
Yuan Liying, née le 13 avril 2005 est une coureuse cycliste chinoise, spécialisée dans les disciplines de vitesse sur piste. Elle est notamment vice-championne du monde de vitesse par équipes en 2022.

## Biographie
Yuan Liying est originaire de Dongfeng dans la province du Jilin. Elle fait preuve d'un talent précoce en cyclisme sur piste, étant en sélection provinciale à l'âge de 14 ans et participant aux Jeux nationaux chinois en 2021 à 16 ans. Elle fait sa première apparition dans l'élite internationale à seulement 17 ans lors de la Coupe des nations en juillet 2022 à Cali. À cette occasion, avec Guo Yufang et Zhang Linyin, elle remporte la vitesse par équipes et termine troisième du keirin. Aux championnats du monde 2022, elle remporte la médaille d'argent sur la vitesse par équipes avec Guo Yufang et Bao Shanju, à seulement 17 ans.
Avec Guo et Bao, elle forme le trio titulaire de l'équipe chinoise de vitesse par équipes en 2023. Elles remportent durant cette année, les championnats d'Asie, les Jeux asiatiques (avec la présence également de Jiang Yulu), les championnats de Chine et la Coupe des nations au Caire. Individuellement, Yuan Liying se distingue en tant que championne de Chine de vitesse et avec l'argent derrière Mina Sato aux Jeux asiatiques.
Le 26 juin 2024, avec Guo Yufang et Bao Shanju, elle établit un nouveau record du monde sur la vitesse par équipes en 45,478 secondes. Le record est battu au vélodrome du centre sportif de Luoyang, en Chine, dans le cadre de la China Track League 2024. La compétition s'est calquée sur le processus des Jeux olympiques de Paris en invitant, entre autres, des arbitres internationaux et des contrôleurs antidopage.
Lors de la Coupe des nations 2025, le 15 mars, elle améliore le record du monde du 200 mètres départ lancé en 9,976 secondes, devenant la première femme à passer sous les 10 secondes,.

## Palmarès

### Jeux olympiques
- Paris 2024
  - 6e de la vitesse par équipes

### Championnats du monde
| Édition / Épreuve              | Vitesse par équipes |
| Saint-Quentin-en-Yvelines 2022 | Argent              |
| Glasgow 2023                   | Bronze              |

### Coupe des nations
- 2022
  - 1re de la vitesse par équipes à Cali (avec Guo Yufang et Zhang Linyin)
  - 3e du 500 mètres à Cali
- 2023
  - 1re de la vitesse par équipes au Caire
  - 2e de la vitesse par équipes à Jakarta
- 2024
  - 2e de la vitesse par équipes à Adélaïde
  - 3e de la vitesse par équipes à Hong Kong
- 2025
  - Classement général de la vitesse individuelle
  - 1re de la vitesse à Konya

### Championnats d'Asie
- Nilai 2023
  -  Championne d'Asie de vitesse par équipes (avec Guo Yufang et Bao Shanju)

### Jeux asiatiques
- Hangzhou 2022
  -  Médaillée d'or de la vitesse par équipes
  -  Médaillée d'argent de la vitesse individuelle